# Attention conjointe
 (juin 2012).
Sa qualité peut être largement améliorée en utilisant un vocabulaire plus directement compréhensible.
L’attention conjointe est une forme de flexibilité attentionnelle.

## Description
Elle réfère à la capacité de l’individu à partager un évènement avec l’autre, à attirer son attention vers une personne, un objet dans le but d’obtenir un regard conjoint, avec conscience du partage de l’information.
Deux composantes sont essentielles pour que deux individus partagent une attention dite conjointe :
- l’attention doit être portée conjointement sur un même objet,
- l’attention doit être portée l’un à l’autre. Il s’agit du regard conjoint.

Bien que le premier énoncé soit indépendant du deuxième, le regard conjoint suppose que l’attention a été portée au préalable sur l’objet .

En psychologie expérimentale, plusieurs paradigmes sont utilisés pour rendre compte de l'attention conjointe réponse, maintien et initiation.

## Fonctions de l'attention conjointe
Elle est considérée par certains auteurs comme un signe de prise en compte du mental d'autrui et de soi-même. L’enfant perçoit que l’attention de l'adulte porte sur quelque chose et qu’il est invité à le partager avec lui.
L’attention conjointe permettrait d’incorporer un troisième élément dans une relation dyadique en rendant possible les interactions avec les personnes et les objets. De plus, l’attention conjointe serait un point de départ pour l’enfant, permettant une rencontre d’esprit qui serait essentielle à la communication ou à l’apprentissage culturel à travers l’environnement extérieur.

## Fondements
L’attention conjointe se fonde d’une part sur la détection du regard. L’interaction comportementale visuelle parent–enfant s’établit d’abord par un contact œil à œil. Ensuite, l’enfant détecte que le regard de ses parents peut suivre une autre direction que la sienne et il tend à regarder dans ce sens : c’est la codirection. Dans le cadre de cette activité, les parents ont une activité de tutelle importante.
L’attention conjointe se fonde d’autre part sur la détection de l’intentionnalité : l’enfant vit des états de volition qu’il apprend peu à peu à maîtriser. Dans ce cadre, il découvre qu’il n’est pas seul face à ceux-ci.  Ses parents peuvent suivre ses intentions, les cadrer ou lui imposer les leurs. À ce niveau il y a donc aussi une activité de tutelle des parents.

## Développement de l’attention conjointe chez l’enfant
Vers six mois, les bébés commencent à alterner leur regard entre un objet et le parent. Vers neuf mois, des gestes deviendront des signaux clairs, les bébés tentent activement de partager l’attention vers un objet en dehors de l’interaction sociale, établissant l’objet comme le sujet de l’interaction. Finalement, vers treize mois, cette capacité se consolide,  permettant au nourrisson d’utiliser le non-verbal dans la communication pour porter l’attention vers un objet.

## Attention conjointe et autisme
Un dysfonctionnement de l’attention conjointe semble être caractéristique à l'autisme. La combinaison de signaux qui permettraient l’attention conjointe (regarder l’objet, puis la personne, puis alterner entre les deux pour manifester l’intérêt d’un objet) n’est pas vraiment acquise chez les jeunes autistes.

## Théorie de l’esprit
La notion de l'attention conjointe est particulièrement développée au sein de la philosophie et de la théorie de l’esprit. Michael Tomasello développe ainsi l'idée que l'attention conjointe s'affine avec l'héritage cognitif et constitue une étape cruciale dans l’accès  aux états mentaux d'autrui. Dans cette perspective, elle a été aussi bien théorisé comme le résultat d'un apprentissage individuel (comme chez Alison Gopnik ou Andrew N. Meltzoff) ou de la maturation d'un schéma cognitif propre à l'espèce humaine (approches de Simon Baron-Cohen et Alan M. Leslie). Dans une perspective phénoménologique rétive à la réduction mentaliste et sociale de la théorie de l’esprit, l'attention conjointe peut être considérée comme un facteur d'éloignement d'autrui, dans la mesure où elle implique la reconnaissance de différentes perceptions et visions du monde.